# Jean-Charles de Coucy
Jean Charles de Coucy (Rethel, 23 settembre 1746 – Reims, 9 marzo 1824) è stato un arcivescovo cattolico francese.

## Biografia
Jean-Charles de Coucy nacque il 23 settembre 1746 al castello d'Écordal presso Rethel da una famiglia nobile locale.
Intrapresa la carriera ecclesiastica, il 28 gennaio 1776 divenne elemosiniere della regina di Francia e canonico della cattedrale di Reims nonché gran vicario dell'arcivescovo in carica in quella sede. Nominato vescovo di La Rochelle su proposta di Luigi XVI di Francia il 23 ottobre 1789, venne confermato dalla Santa Sede il 14 dicembre successivo per poi venire consacrato il 3 gennaio 1790 nella cappella del seminario di Saint-Sulpice dall'arcivescovo Antonio Dugnani, nunzio apostolico in Francia.
Il 12 novembre 1790 la sua sede episcopale venne soppressa dalla Costituzione Civile del Clero emanata dal governo rivoluzionario, senza che però egli rinunciasse mai ai propri titoli. Ad ogni modo, il suo fervido sentimento monarchico, lo condusse rapidamente all'esilio in Spagna dove giunse nel 1791. Nel 1801 rifiutò le dimissioni intimategli da Pio VII e contribuì a suscitare tensioni nei rapporti tra Francia e Santa Sede, a tal punto che Napoleone Bonaparte domandò al re di Spagna di procedere al suo arresto. Venne quindi imprigionato ma venne liberato nel 1807 per le istanze dell'abate Émery e del cardinale Fesch, zio dell'Imperatore. Ritornato in Francia nel 1814, diede le proprie dimissioni al re nel 1816 e venne nominato arcivescovo di Reims il 1º ottobre 1817. 
Morì nella sua sede episcopale il 9 marzo 1824.

## Genealogia episcopale e successione apostolica
La genealogia episcopale è:
- Cardinale Scipione Rebiba
- Cardinale Giulio Antonio Santori
- Cardinale Girolamo Bernerio, O.P.
- Arcivescovo Galeazzo Sanvitale
- Cardinale Ludovico Ludovisi
- Cardinale Luigi Caetani
- Cardinale Ulderico Carpegna
- Cardinale Paluzzo Paluzzi Altieri degli Albertoni
- Papa Benedetto XIII
- Papa Benedetto XIV
- Papa Clemente XIII
- Cardinale Giovanni Francesco Albani
- Cardinale Carlo Rezzonico
- Cardinale Antonio Dugnani
- Arcivescovo Jean-Charles de Coucy

La successione apostolica è:
- Vescovo Alexis Saussol (1819)
- Vescovo Marc-Marie de Bombelles (1819)
- Vescovo Marie-Joseph-Antoine-Laurent de la Rivoire de La Tourette (1819)
- Arcivescovo Jean-Joseph-Marie-Victoire de Cosnac (1819)
- Vescovo Pierre-Marin Rouph de Varicourt (1819)
- Cardinale Gustave-Maximilien-Juste de Croÿ-Solre (1820)
- Arcivescovo Jean-Marie Cliquet de Fontenay (1820)
- Arcivescovo Guillaume-Aubin de Villèle (1820)